# Staianus acuminatus
Staianus acuminatus är en spindelart som beskrevs av Simon 1889. Staianus acuminatus ingår i släktet Staianus och familjen jättekrabbspindlar.
Artens utbredningsområde är Madagaskar. Inga underarter finns listade i Catalogue of Life.